# حامد صلحی‌پور
سید حامد صلحی‌پور اونجی (زاده اول خرداد ۱۳۶۸ در تهران) وزنه‌بردار دسته ۹۷ کیلوگرم است. او دارنده ۲ مدال طلا و یک نقرهبازی‌های پاراآسیایی است. وی دارنده 13 مدال طلا در مسابقات رسمی بین‌المللی است .وی از سال ۱۳۸۷ عضو تیم ملی وزنه‌برداری معلولین ایران است. او همچنین در مسابقات پارالمپیک ۲۰۲۰ توکیو توانست با مهار وزنه ۲۲۲ کیلو گرمی به مدال نقره دست یابد. 

## فعالیت ورزشی
حامد صلحی‌پور ورزش را از ۱۵ سالگی و با پرورش اندام آغاز کرد. از سال ۸۶ وارد رشتهٔ وزنه‌برداری شد و در سال ۸۷ اولین رقابت بین‌المللی خود را در آمریکا در مسابقات قهرمانی جوانان جهان تجربه کرد و موفق به کسب مدال نقره شد.

## رکوردها
- در رقابت‌های وزنه‌برداری آزاد معلولان جهان در مالزی در سال۲۰۱۰ در وزن ۹۰ کیلوگرم رده جوانان با بالا بردن وزنهٔ ۲۲۰ کیلوگرمی توانست رکورد جهانی این وزن را که به خودش اختصاص داشت ۱۴ کیلوگرم ارتقا بخشد.[۳]
- در بازهای آسیایی اینچئون ۲۰۱۴ در دستهٔ ۸۸ کیلوگرم با مهار وزنهٔ ۲۲۹٫۵ کیلوگرمی رکورد جهان و بازی‌های پاراآسیایی را شکست.[۴]
- در بازی‌های آسیایی جاکارتا ۲۰۱۸ در دستهٔ ۹۷ کیلوگرم وزنهٔ ۲۳۴ کیلوگرمی را بالای سر برد و رکورد آسیا و بازی‌های پاراآسیایی را یک کیلوگرم ارتقا داد.[۵]
- حامد صلحی‌پور در مسابقات جهانی قزاقستان ۲۰۱۹ با مهار وزنه ۲۳۵ کیلوگرمی رکورد آسیا را که پیش از این در رقابت‌های ۲۰۱۸ جاکارتا به نام خود ثبت کرده بود، یک کیلوگرم ارتقا داد.[۶]

## پارالمپیک ریو
در المپیک ۲۰۱۶ ریو برزیل برای رقابت با وزنه‌بردار چینی برای کسب مدال طلا، وزنهٔ ۲۲۵ کیلوگرم برای وی انتخاب شد. اما حامد صلحی‌پور و وزنه‌بردار چینی با از دست دادن هر سه حرکت از دور مسابقات کنار رفتند و وزنه‌بردار اماراتی با ۲۲۱ کیلوگرم قهرمان مسابقات شد.

## افتخارات
1. کسب مقام اول مسابقات جهانی ۲۰۱۰ مالزی جوانان
2. کسب مقام اول مسابقات بین‌المللی ۲۰۱۰ لیبی جوانان
3. کسب مقام اول مسابقات بین‌المللی ۲۰۱۰ لیبی بزرگسالان
4. کسب مقام اول مسابقات جهانی ۲۰۱۱ اردن جوانان
5. کسب مقام اول مسابقات جهانی ۲۰۱۱ اردن بزرگسالان
6. کسب مقام اول مسابقات جهانی IWAS2001 امارات-دبی جوانان
7. کسب مقام اول مسابقات جهانی مالزی ۲۰۱۲
8. کسب مقام اول مسابقات پاراآسیایی اینچئون ۲۰۱۴ کره جنوبی[۷]
9. کسب مقام اول مسابقات بین‌المللی فزاع ۲۰۱۶امارات
10. کسب مقام اول مسابقات قهرمانی آسیا ۲۰۱۸ژاپن[۸]
11. کسب مقام اول مسابقات پاراآسیایی جاکارتا ۲۰۱۸ اندونزی
12. کسب مقام اول مسابقات قهرمانی جهان قزاقستان ۲۰۱۹[۹][۱۰]
13. کسب مقام اول مسابقات قهرمانی جهان تایلند ۲۰۲۱[۱۱]
14. کسب مقام دوم مسابقات پاراآسیایی ۲۰۱۰ گوانگجو
15. کسب مقام دوم مسابقات جهانی ۲۰۰۸امریکا جوانان
16. کسب مقام دوم مسابقات قهرمانی جهان دبی ۲۰۱۴ امارات
17. کسب مقام دوم مسابقات قهرمانی آسیا آلماتی ۲۰۱۵قزاقستان
18. کسب مقام دوم مسابقات آزاد آلماتی ۲۰۱۵ قزاقستان
19. کسب مقام دوم مسابقات قهرمانی جهان مکزیکوسیتی ۲۰۱۷مکزیک
20. کسب مقام سوم مسابقات جهانی ۲۰۱۱امارات-شارجه
21. کسب مقام سوم مسابقات قهرمانی آسیا ۲۰۱۳مالزی
22. کسب مقام چهارم مسابقات پارالمپیک ۲۰۱۲لندن
23. حضور در مسابقات پارالمپیک ریو۲۰۱۶برزیل
24. کسب مقام دوم مسابقات پارالمپیک ۲۰۲۰ توکیو